# Найдер, Здзислав
Здзислав Мариан Найдер (пол. Zdzisław Marian Najder; 31 октября 1930, Варшава — 15 февраля 2021, Варшава) — польский историк литературы, писатель и политический деятель. Ведущий исследователь творчества Джозефа Конрада. Антикоммунистический диссидент в ПНР, основатель и лидер Польского независимого соглашения. Политический эмигрант в 1981—1989 годах, руководитель польской редакции Радио Свободная Европа. В 1983 году заочно приговорён к смертной казни. В 1989 году после отмены приговора вернулся в Польшу. Был советником президента Валенсы и премьер-министра Ольшевского. Являлся профессором английской литературы Опольского университета.

## Биография
Родился в семье варшавских активистов ППС. Во время немецкой оккупации жил с матерью и дядей в Вольбуже. В 1952 окончил факультет философии, в 1954 — факультет истории польской литературы Варшавского университета.
Продолжил образование в Оксфорде, получил докторскую степень по польской литературе и философии. Работал в Институте литературных исследований Польской академии наук, был редактором журнала Twórczość. Состоял в Союзе польских писателей и польском ПЕН-клубе. Приглашался с лекциями в Колумбийский и Калифорнийский университеты. Приобрёл всемирный авторитет в области исследований творчества Джозефа Конрада. Работа Найдера Joseph Conrad: A Chronicle переведена на английский и считается основным трудом по данной тематике.
Здзислав Найдер был женат, имел сына. Его жена Халина Паскальская-Найдер была разведчицей Армии Крайовой, участвовала в Варшавском восстании, потом стала известной переводчицей, в особенности произведений Конрада

### Диссидентство и «Солидарность»
Здзислав Найдер находился в оппозиции режиму ПОРП, придерживался антикоммунистических взглядов. На рубеже 1975/1976 годов он инициировал создание Польского независимого соглашения — оппозиционной организации интеллектуальной элиты. Являлся автором и координатором многочисленных текстов, в которых формулировались программы достижения национальной независимости и демократических преобразований в Польше. В 1980 году вступил в Солидарность, был видным экспертом профобъединения.
В декабре 1981 года при введении военного положения в ПНР Найдер находился в Оксфорде. Оставшись за границей, в 1982 году возглавил польскую редакцию Радио Свободная Европа. Эта деятельность Найдера сыграла важную роль в информационной поддержке подпольной «Солидарности», способствовала организационной консолидации подполья. Оставался руководителем радиоредакции до 1987 года.
В 1983 году в ПНР был заочно вынесен смертный приговор в отношении Здзислава Найдера. Формально он обвинялся в «сотрудничестве с американской разведкой».

### В посткоммунистической Польше
Приговор был отменён в 1989 — год Круглого стола, альтернативных выборов и формирования некоммунистического правительства. Здзислав Найдер вернулся в Польшу. Он активно включился в политику на стороне правых национально-демократических сил. Являлся советником президента Леха Валенсы (1990—1995) и премьер-министра Яна Ольшевского (1991—1992).
С целью компрометации Найдера в 1992 году газета Nie, возглавляемая бывшим пресс-секретарём правительства ПНР Ежи Урбаном, обвинила его в сотрудничестве с госбезопасностью ПНР (числился в документах СБ под псевдонимом Zapalniczka). Найдер пояснил, что в 1958 году пошёл на такие контакты — с целью дезинформирования и дезориентации СБ.
В 2009 году Найдер был назначен членом совета гданьского Музея Второй мировой войны. Возглавлял варшавскую неправительственную организацию Веймарский клуб. Являлся профессором Опольского университета по курсу английской литературы. Преподавал в краковской Европейской высшей школе имени Юзефа Тишнера.
С 2013 года Здзислав Найдер выступал на стороне украинского Евромайдана. При этом он критикует не только руководство РФ и персонально Владимира Путина, но также Евросоюз (за непрофессионализм) и администрацию Петра Порошенко (за связи с олигархией и управленческую слабость).
Здзислав Найдер оставался в Польше авторитетным общественным деятелем и политическим экспертом. Этому способствовал тот факт, что практически все политические прогнозы Польского независимого соглашения сбылись на протяжении примерно пятнадцати лет. Юбилей ПНС в 2011 году отмечался на государственном уровне.

### Смерть
Скончался Здзислав Найдер в возрасте 90 лет. Первую информацию об этом сообщил его сын — психолог Кшиштоф Найдер. Своего отца он назвал «человеком выдающимся и полным противоречий» (такая оценка косвенно подтверждается названием интервью Здзислава Найдера, опубликованного в Газета Выборча: «Не люблю Конрада»).